# 久米郡 (愛媛県)
- 令制国一覧 > 南海道 > 伊予国 > 久米郡
- 日本 > 四国地方 > 愛媛県 > 久米郡

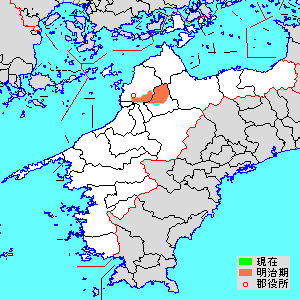
愛媛県久米郡の位置（水色：後に他郡から編入した区域）

久米郡（くめぐん）は、愛媛県（伊予国）にあった郡。

## 古代
7世紀に久味国造の領域を中心に、評制の久米評として建てられた。大宝元年（701年）に郡制の久米郡になったと推定できる。

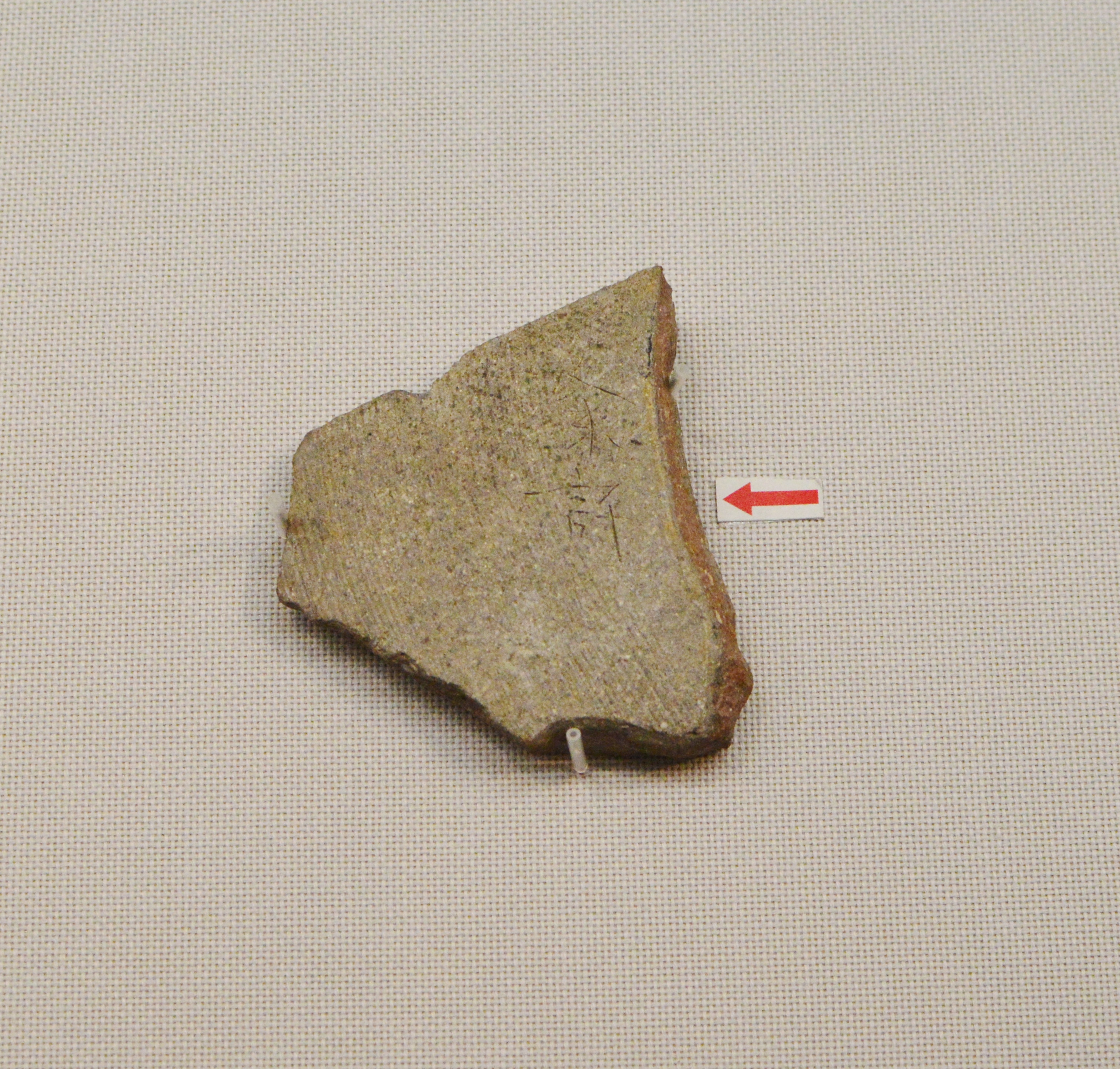
「久米評」銘須恵器 東京国立博物館企画展示時に撮影。

## 明治維新後
1878年（明治11年）に行政区画として発足した当時の郡域は、下記の区域にあたる。
- 松山市の一部（古川西、和泉南、和泉北、朝生田町、天山、福音寺町、北久米町、南久米町、平井町、小野町、北梅本町より南東かつ古川南、北井門、北土居、土居町、南土居町、高井町以北）
- 東温市の一部（西岡、志津川、横河原、北方、松瀬川以北）

### 沿革
- 明治初年時点では全域が松山藩領であった。「旧高旧領取調帳」に記載されている村は以下の通り。（32村）

和泉村、朝生田村、古川村、井門村、居相村、石井村、天山村、福音寺村、星岡村、北土居村、今在家村、南土居村、北久米村、南久米村、鷹子村、来住村、窪田村、高井村、畑中村、水泥村、苅屋村、平井谷村、小屋峠村、北梅本村、南梅本村、西岡村、志津川村、樋口村、山之内村、北方村、松瀬川村、越智村
- 明治4年
  - 7月14日（1871年8月29日） - 廃藩置県により松山県の管轄となる。
  - 11月15日（1871年12月26日） - 第1次府県統合により松山県の管轄となる。
- 明治5年5月15日（1872年6月20日） - 石鉄県の管轄となる。
- 明治6年（1873年）2月20日 - 愛媛県の管轄となる。
- 明治初年 - 石井村が分割して東石井村・西石井村となる。（33村）

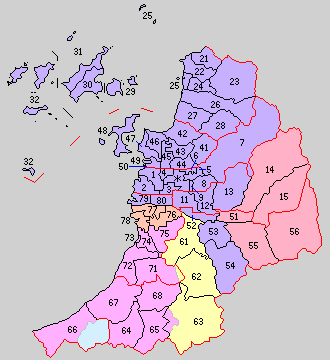
11.石井村 12.久米村 13.小野村 14.北吉井村 15.川上村（紫：松山市 赤：東温市 1 - 9は温泉郡 21 - 32は風早郡 41 - 50は和気郡 51 - 56・61 - 68は下浮穴郡 71 - 80は伊予郡）

- 明治11年（1878年）12月16日 - 郡区町村編制法の愛媛県での施行により、行政区画としての久米郡が発足。「温泉和気久米郡役所」が温泉郡松山二番町に設置され、同郡および和気郡とともに管轄。
- 明治17年（1884年）11月 - 「風早和気温泉久米郡役所」が温泉郡松山榎町に設置され、同郡および風早郡・和気郡とともに管轄。
- 明治22年（1889年）12月15日 - 町村制の施行により、下記の各村が発足[11]。（5村）
  - 石井村 ← 今在家村、井門村、北土居村、越智村、居相村、古川村、東石井村、星岡村、天山村、西石井村、朝生田村、和泉村、福音寺村［一部］、南土居村［字下組］（現・松山市）
  - 久米村 ← 高井村、窪田村、来住村、鷹子村、南久米村、北久米村、福音寺村［大部分］、南土居村［字上組］（現・松山市）
  - 小野村 ← 小屋峠村、北梅本村、南梅本村、平井谷村、苅屋村、畑中村、水泥村（現・松山市）
  - 北吉井村 ← 樋口村、山之内村、志津川村、西岡村（現・東温市）
  - 川上村 ← 北方村、松瀬川村、下浮穴郡南方村、吉久村（現・東温市）
- 明治30年（1897年）4月1日 - 郡制の施行により、温泉郡・久米郡・風早郡・和気郡および伊予郡・下浮穴郡の各一部の区域をもって、改めて温泉郡が発足。同日久米郡廃止。

### 変遷表
| 1889年4/1         | 1889年 - 1912年7/29       | 1889年 - 1912年7/29 | 1889年 - 1912年7/29 | 1912年7/30 - 1926年12/24 | 1926年12/25 - 1954年 | 1955年 - 1989年1/6        | 1955年 - 1989年1/6                                                           | 1955年 - 1989年1/6                                                           | 1955年 - 1989年1/6                                                           | 1955年 - 1989年1/6                                | 1989年1/7 - 現在          | 現在   |
| ----------------- | ------------------------- | ------------------- | ------------------- | ------------------------ | -------------------- | ------------------------- | ---------------------------------------------------------------------------- | ---------------------------------------------------------------------------- | ---------------------------------------------------------------------------- | ------------------------------------------------- | ------------------------- | ------ |
| 久米村            | 1897年4月1日 温泉郡へ移行 | 久米村              | 久米村              | 久米村                   | 久米村               | 1955年5月1日 編入 松山市  | 1961年12月15日 編入 松山市                                                   | 1962年4月1日 編入 松山市                                                     | 1962年4月1日 編入 松山市                                                     | 1962年4月1日 編入 松山市                          | 松山市                    | 松山市 |
| 小野村            | 1897年4月1日 温泉郡へ移行 | 小野村              | 小野村              | 小野村                   | 小野村               | 小野村                    | 1961年12月15日 編入 松山市                                                   | 1962年4月1日 編入 松山市                                                     | 1962年4月1日 編入 松山市                                                     | 1962年4月1日 編入 松山市                          | 松山市                    | 松山市 |
| 石井村            | 1897年4月1日 温泉郡へ移行 | 石井村              | 石井村              | 石井村                   | 石井村               | 石井村                    | 石井村                                                                       | 1962年4月1日 編入 松山市                                                     | 1962年4月1日 編入 松山市                                                     | 1962年4月1日 編入 松山市                          | 松山市                    | 松山市 |
| 北吉井村          | 1897年4月1日 温泉郡へ移行 | 北吉井村            | 北吉井村            | 北吉井村                 | 北吉井村             | 北吉井村                  | 1956年9月1日 合併 重信町                                                     | 重信町                                                                       | 重信町                                                                       | 重信町                                            | 2004年9月21日 合併 東温市 | 東温市 |
| 下浮穴郡 南吉井村 | 1897年4月1日 温泉郡へ移行 | 南吉井村            | 南吉井村            | 南吉井村                 | 南吉井村             | 南吉井村                  | 1956年9月1日 合併 重信町                                                     | 重信町                                                                       | 重信町                                                                       | 重信町                                            | 2004年9月21日 合併 東温市 | 東温市 |
| 下浮穴郡 拝志村   | 1897年4月1日 温泉郡へ移行 | 拝志村              | 拝志村              | 拝志村                   | 拝志村               | 拝志村                    | 1956年9月1日 合併 重信町                                                     | 重信町                                                                       | 重信町                                                                       | 重信町                                            | 2004年9月21日 合併 東温市 | 東温市 |
| 川上村            | 1897年4月1日 温泉郡へ移行 | 川上村              | 川上村              | 川上村                   | 川上村               | 1955年4月25日 編入 川内村 | 1956年9月1日 周桑郡中川村から 滑川・明河（九騎・海上）を 編入の上町制 川内町 | 1956年9月1日 周桑郡中川村から 滑川・明河（九騎・海上）を 編入の上町制 川内町 | 1956年9月1日 周桑郡中川村から 滑川・明河（九騎・海上）を 編入の上町制 川内町 | 1956年9月30日 周桑郡丹原町から 明河（塩獄）を編入 | 2004年9月21日 合併 東温市 | 東温市 |
| 下浮穴郡 三内村   | 1897年4月1日 温泉郡へ移行 | 三内村              | 三内村              | 三内村                   | 三内村               | 1955年4月25日 編入 川内村 | 1956年9月1日 周桑郡中川村から 滑川・明河（九騎・海上）を 編入の上町制 川内町 | 1956年9月1日 周桑郡中川村から 滑川・明河（九騎・海上）を 編入の上町制 川内町 | 1956年9月1日 周桑郡中川村から 滑川・明河（九騎・海上）を 編入の上町制 川内町 | 1956年9月30日 周桑郡丹原町から 明河（塩獄）を編入 | 2004年9月21日 合併 東温市 | 東温市 |
| 周敷郡 桜樹村     | 1897年4月1日 周桑郡へ移行 | 桜樹村              | 桜樹村              | 桜樹村                   | 桜樹村               | 1955年7月20日 編入 中川村 | 1956年9月1日 周桑郡中川村から 滑川・明河（九騎・海上）を 編入の上町制 川内町 | 1956年9月1日 周桑郡中川村から 滑川・明河（九騎・海上）を 編入の上町制 川内町 | 1956年9月1日 周桑郡中川村から 滑川・明河（九騎・海上）を 編入の上町制 川内町 | 1956年9月30日 周桑郡丹原町から 明河（塩獄）を編入 | 2004年9月21日 合併 東温市 | 東温市 |
| 周敷郡 桜樹村     | 1897年4月1日 周桑郡へ移行 | 桜樹村              | 桜樹村              | 桜樹村                   | 桜樹村               | 1955年7月20日 編入 中川村 | 丹原町 大字明河字塩獄                                                        |                                                                              |                                                                              | 1956年9月30日 周桑郡丹原町から 明河（塩獄）を編入 | 2004年9月21日 合併 東温市 | 東温市 |
| 周敷郡 桜樹村     | 1897年4月1日 周桑郡へ移行 | 桜樹村              | 桜樹村              | 桜樹村                   | 桜樹村               | 1955年7月20日 編入 中川村 | 1956年9月1日 編入 丹原町                                                     | 1956年9月1日 編入 丹原町                                                     | 1956年9月1日 編入 丹原町                                                     | 1956年9月1日 編入 丹原町                          | 2004年11月1日 編入 西条市 | 西条市 |